# Erich Lachmann

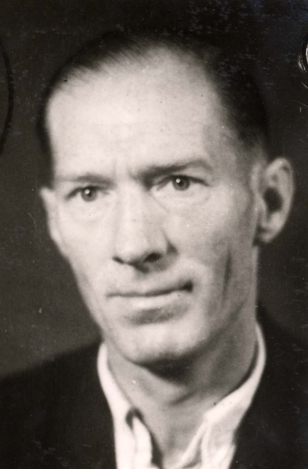
Erich Lachmann

Erich Gustav Wili Lachmann (* 6. November 1909 in Liegnitz; † 23. Januar 1972 in Wegscheid) war ein deutscher SS-Scharführer und an der „Aktion Reinhardt“ im Vernichtungslager Sobibor beteiligt. Lachmann wurde im Sobibor-Prozess freigesprochen.

## Leben
Lachmann, von Beruf Maurer, war bis zum Beginn des Zweiten Weltkrieges bei verschiedenen Betrieben als Maurer tätig. Ab 1933 gehörte er dem Stahlhelm an, und nach Übergang dieser Organisation in die SA war er auch kurzzeitig Mitglied der SA. Lachmann war kein NSDAP-Mitglied.
Nach Kriegsausbruch wurde Lachmann zur Hilfspolizei eingezogen und wurde trotz nicht bestandener Prüfung zum Oberwachtmeister befördert. Im September 1941 wurde er zum Zwangsarbeitslager Trawniki versetzt, wo er als Kurier und Ausbilder der Trawnikimänner zuständig war. Ab spätestens Juni 1942 war er im Vernichtungslager Sobibor eingesetzt und übernahm dort die Leitung der Trawniki-Wachmannschaft bis Herbst 1942. Durch den neuen Lagerkommandanten Franz Reichleitner, der Lachmann für unfähig hielt, wurde er ins Zwangsarbeiterlager Trawniki zurückversetzt. Von dort desertierte er mit seiner polnischen Freundin Ende 1942/Anfang 1943 und wurde sechs Wochen später von der Polizei in Warschau aufgegriffen. Durch das SS- und Polizeigericht in Lublin wurde er deswegen zu sechs Jahren Zuchthaus verurteilt, die er in verschiedenen Haftanstalten verbrachte. Noch im März 1945 wurde er aus dem Straflager der SS und der Polizei Dachau im KZ Dachau entlassen und einer Strafkompanie zugewiesen. Nach sechswöchiger militärischer Ausbildung wurde er im Brandenburger Gebiet als Soldat gegen die Rote Armee eingesetzt. Nachdem er im Mai 1945 in sowjetische Kriegsgefangenschaft geraten war, wurde er wegen angeblicher Sabotage zu 25 Jahren Zwangsarbeit verurteilt. 1950 wurde er begnadigt und am 5. Mai 1950 aus der Kriegsgefangenschaft entlassen.

## Charakter
Erich Hermann Bauer charakterisierte ihn als einen Alkoholiker und Dieb. Die überlebenden Lagerinsassen Margulies und Lichtman haben gesehen, wie er junge Mädchen vergewaltigte. Nach seinen Angaben hatte er keinen Hass auf Juden, er habe sogar bei einem Juden in Liegnitz seine Anzüge gekauft. Er wurde vom Gericht als „geistig erheblich minderbemittelt“ charakterisiert.

## Ermittlungen und Freispruch
Im Zuge der Ermittlungen Anfang der 1960er Jahre wurde Lachmann in Haft genommen. 1966 wurde er schließlich im Sobibor-Prozess vom Vorwurf der Beihilfe zum gemeinschaftlichen Mord an mindestens 150.000 Personen wegen Putativ-Notstands freigesprochen.

## Weblink
- Otto Langels: Der Fall Demjanjuk – Ein Handlanger des Massenmordes?